# 1925 en Norvège
Chronologie de la Norvège
- 1921
- 1922
- 1923
- 1924
- 1925
- 1926
- 1927
- 1928
- 1929

Cet article présente les faits marquants de l'année 1925 en Norvège ou relatifs à la Norvège.

## Gouvernance
- Haakon VII est roi de Norvège.
- Johan Ludwig Mowinckel dirige le gouvernement.

## Événements
- Le Prix Nobel de la paix est décerné à Austen Chamberlain et à Charles Dawes.
- 1er janvier : la capitale de la Norvège Christiania reprend son ancien nom d’Oslo[1].
- 14 août : souveraineté norvégienne sur le Spitzberg (application du traité du Svalbard de 1920)[2].

## Naissances
- Naissance en Norvège en 1925

## Décès
- Décès en Norvège en 1925